# Muscolo deltoide
Il deltoide è un muscolo della spalla, a forma di mezza coppa allungata che ricopre tutta la corrispondente articolazione; ha uno spessore medio di circa 2 cm.
È il muscolo più voluminoso di questo distretto corporeo e conferisce la sua tipica rotondità alla spalla.
È formato da tre parti e trae origine dall'estremità laterale del margine anteriore della clavicola (parte clavicolare), dall'acromion (parte acromiale) e dal margine posteriore della spina della scapola (parte scapolare), proseguendo inferiormente e distalmente sull'omero su cui prende inserzione con un robusto tendine a livello della tuberosità deltoidea.
Prende il nome dalla somiglianza con la figura della lettera greca Δ (delta).
Risulta innervato dal nervo ascellare C5 - C6 facente parte del Plesso brachiale. 
In questo muscolo vengono iniettati la maggior parte dei vaccini.

## Funzione
La sua funzione generalizzata e semplificata sarebbe quella di sollevare il braccio in tutte le direzioni fino a 180º, essendo muscolo sia abduttore che elevatore. Tuttavia i fasci specifici intervengono diversamente in movimenti anche opposti a seconda del piano di lavoro del braccio. Nonostante risulti come un unico muscolo, i fasci anteriore e posteriore sono antagonisti in gran parte dei casi.
- Deltoide anteriore: flette (o eleva) fino a 180°, flette (o adduce) in orizzontale, abduce (soprattutto a braccio extrarotato) fino a 180°, partecipa debolmente all'intrarotazione del braccio.
- Deltoide laterale: abduce e flette (soprattutto a braccio intrarotato) fino a 180°, partecipa debolmente all'extrarotazione e all'estensione orizzontale del braccio.
- Deltoide posteriore: estende (o abbassa), estende (o abduce) in orizzontale, adduce, retropone, partecipa all'extrarotazione del braccio.

## Allenamento ed Esercizi per il Deltoide[1]
I vari esercizi per allenare il deltoide Archiviato il 22 settembre 2020 in Internet Archive.:
- Alzate Laterali (Le alzate laterali sono l’esercizio più comune e uno dei migliori per lo sviluppo dei deltoidi);
- Alzate Posteriori (Le alzate posteriori, a differenza delle laterali, prevedono un piano di lavoro diverso e per questo sono eseguite per sviluppare e concentrarsi sul fascio posteriore del deltoide, andando a creare quella tridimensionalità molto ricercata);
- Lento Avanti (Il lento avanti è un esercizio molto più complesso rispetto ai due precedentemente visti, che richiama anche in maniera importante la muscolatura del tricipite e del trapezio, oltre che al deltoide).

## Galleria d'immagini

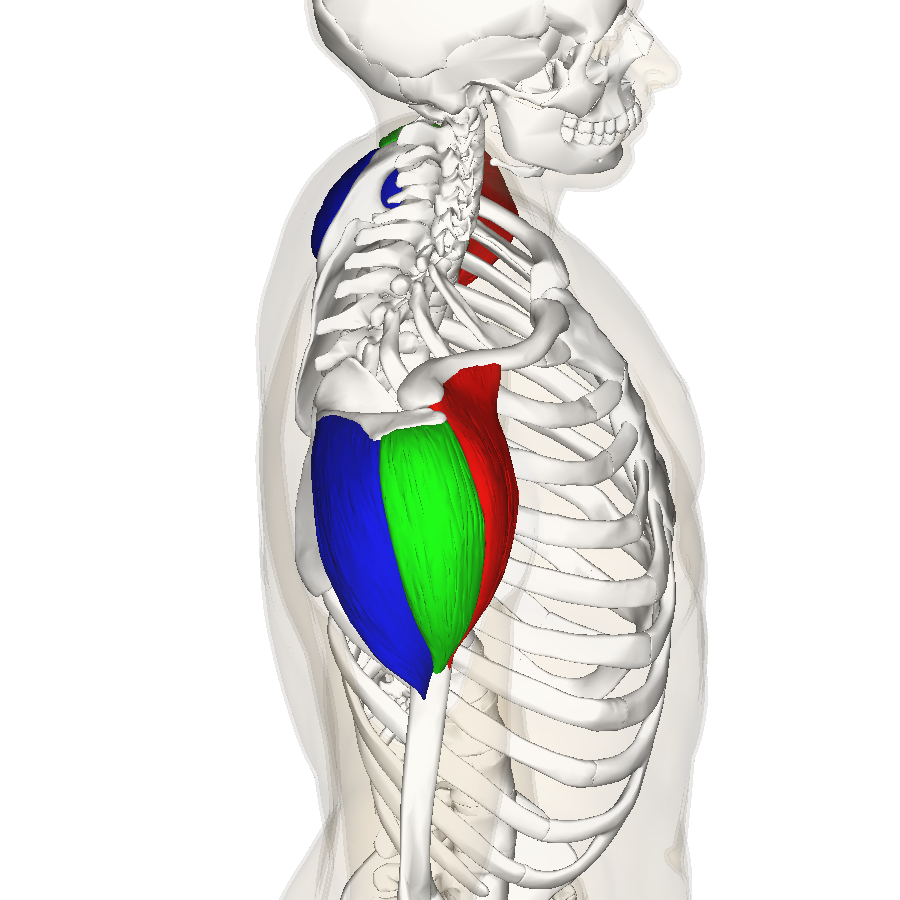
Vista Laterale     Deltoide anteriore     Deltoide laterale     Deltoide posteriore
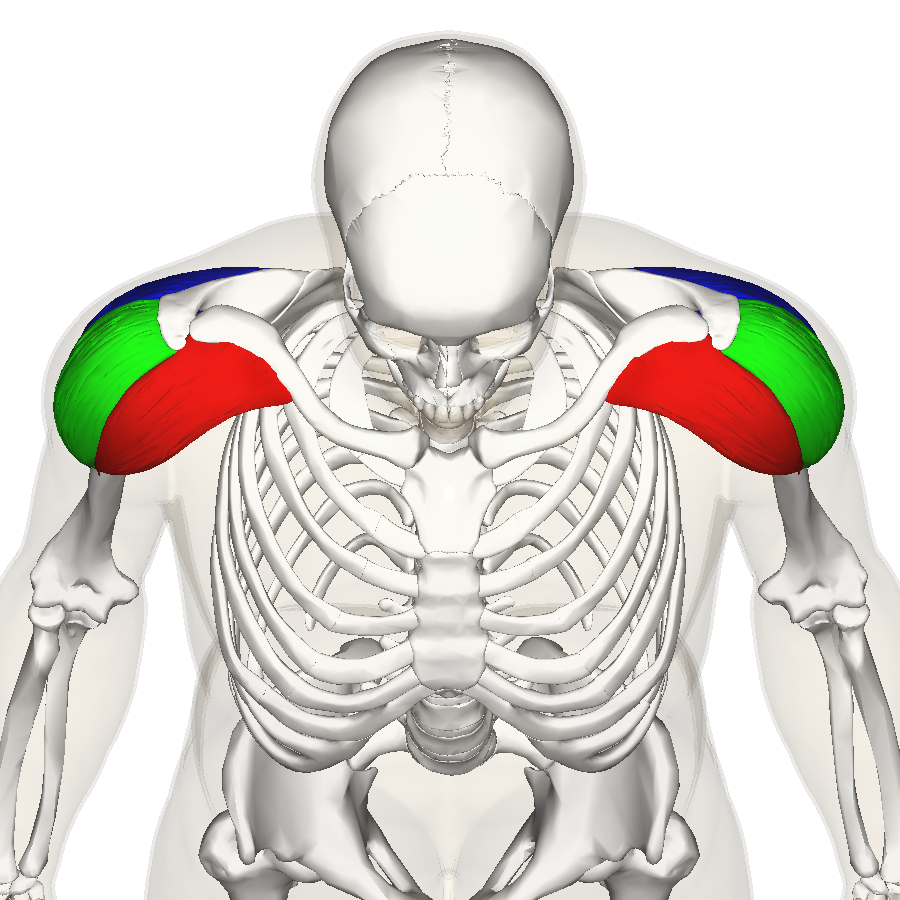
Vista anteriore     Deltoide anteriore     Deltoide laterale     Deltoide posteriore
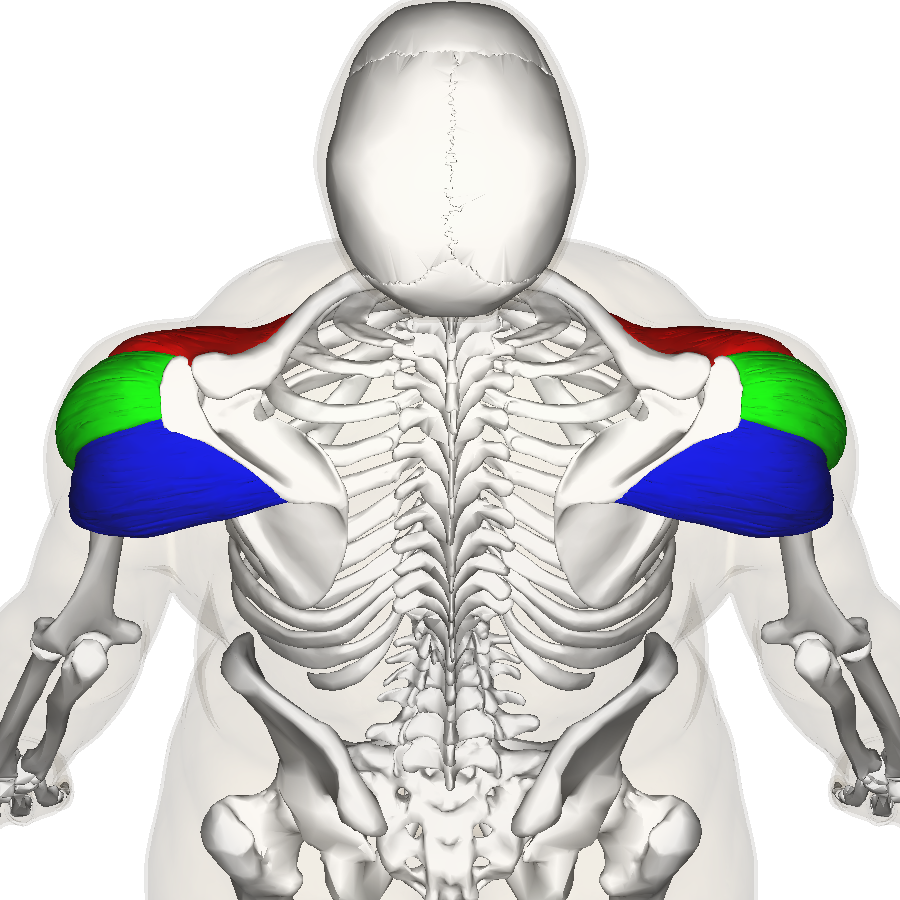
Vista posteriore     Deltoide anteriore     Deltoide laterale     Deltoide posteriore
Animazione 3D     Deltoide anteriore     Deltoide laterale     Deltoide posteriore